# حسين قلي (حومة بم)
حسین قلي (بالفارسية: حسین قلی) هي قرية تقع في إيران في منطقة مركزية ريفية. يقدر عدد سكانها بـ 32 نسمة .